# Przelewice (gemeente)
De gemeente Przelewice is een landgemeente in powiat Pyrzycki. Aangrenzende gemeenten:
- Lipiany, Pyrzyce en Warnice (powiat Pyrzycki)
- Barlinek (powiat Myśliborski)
- Dolice (powiat Stargardzki)

De zetel van de gemeente is in het dorp Przelewice.
De gemeente beslaat 22,4% van de totale oppervlakte van de powiat.

## Demografie
Stand op 30 juni 2004:
| Omschrijving                   | Totaal | Totaal | Vrouwen | Vrouwen | Mannen | Mannen |
| ------------------------------ | ------ | ------ | ------- | ------- | ------ | ------ |
| eenheid                        | aantal | %      | aantal  | %       | aantal | %      |
| inwoners                       | 5273   | 100    | 2614    | 49,6    | 2659   | 50,4   |
| bevolkingsdichtheid (inw./km²) | 32,5   | 32,5   | 16,1    | 16,1    | 16,4   | 16,4   |

De gemeente heeft 13,1% van het aantal inwoners van de powiat. In 2002 bedroeg het gemiddelde inkomen per inwoner 1518,94 zł.

## Plaatsen
- Przelewice (Duits Prillwitz, dorp)

Administratieve plaatsen (sołectwo):
- Bylice, Jesionowo, Kluki, Kłodzino, Kosin, Laskowo, Lubiatowo, Lucin, Płońsko, Przywodzie, Rosiny, Ślazowo, Topolinek, Ukiernica en Żuków.